# A la ciutat de Sylvia
A la ciutat de Sylvia (títol original: Dans la ville de Sylvia) és una pel·lícula hispano-francesa dirigida per José Luis Guerín, estrenada el 2007. Ha estat doblada al català.

## Argument
Ell, un jove artista pintor francès, torna a la ciutat d'Estrasburg, sis anys després de la seva primera vinguda en la qual va conèixer Sylvie, un vespre al Bar des Aviateurs. Obsessionat per aquest record, erra, amb l'esperança de trobar aquesta dona, als diferents llocs de l'altra capital europea, ciutat cosmopolita, però freda, on no aconsegueix entrar en contacte amb la gent, alegrant-se de dibuixar-ne dels esbossos en el seu bloc de croquis
Creient sobtadament reconèixer-la en la persona d'una jove, la segueix durant diverses hores, sense gosar abordar-la, fins al moment en què al tramvia d'Estrasburg li parla i descobreix que s'ha equivocat de persona. Abatut per la confusió i la decepció, qualifica tota aquesta sèrie d'esdeveniments de « desastre ».

## Repartiment
- Xavier Lafitte: Ell
- Pilar López de Ayala: Ella

## Premis i nominacions
- En competició en la Mostra de Venècia 2007.

## Crítica
"Una discutible -i bastant abstreta- celebració de la immaduresa (...) és l'obra d'un poeta sense impostures, amb un control absolut del llenguatge cinematogràfic."